# Фридрих III (Лайнинген)
Вижте пояснителната страница за други личности с името Фридрих III.
Фридрих III фон Лайнинген (на немски: Friedrich III von Leiningen, Friedrich III von Leiningen-Dagsburg; † 1287) е от 1237 г. до смъртта си граф на Лайнинген и ландграф в Шпайергау.

## Биография
Той е големият син на граф Фридрих II († 1237) и съпругата му Агнес фон Еберщайн († 1263), дъщеря на граф Еберхард III фон Еберщайн и Кунигунда фон Андекс. Брат е на Емих IV († 1281), Бертхолд († 1285), епископ на Бамберг, Хайнрих († 1272), епископ на Шпайер († 1272). Чичо е на Фридрих фон Боланден, епископ на Шпайер (1272 – 1302) и дядо на Емих фон Лайнинген, епископ на Шпайер († 1328).
Най-късно през 1245 г. Фридрих се жени за графиня Аделхайд фон Кибург, братовчедка (племенница на майката) на крал Рудолф I.
От 1238 до 1241 г. той си строи замък Бург Нойлайнинген и вероятно и замък Бург Батенберг. През 1241 г. Фридрих получава чрез император Фридрих II лотарингското Графство Дагсбург. През 1274 г. роднината му Рудолф I му дава замък Линделбрун, през 1275 г. го прави фогт в Шпайергау. През 1277 г. той е кралски съдия. През 1281 г. крал Рудолф го прави бургграф в Хагенау в Елзас.
През 1271 г. Фридрих III пътува до Светите земи и получава на 6 септември от доминиканския патер Йоханес, архиепископ на Тирус, реликви за манастир Хьонинген в диоцеза Вормс.
Фридрих умира през 1287 г. и е погребан в Хьонинген.

## Деца
Фридрих III и Аделхайд фон Кибург (* ок. 1220; † сл. 1258), дъщеря на граф Вернер I фон Кибург ( † 1228 убит в Акон) и принцеса Аликс (Берта) Лотарингска († 1242), дъщеря на херцог и маркграф Фридрих (Фери) II от Лотарингия († 1213), имат един син:
- Фридрих IV (* ок. 1250; † 1316), споменат през 1281 г., женен I. за графиня Йохана фон Шпонхайм-Кройцнах, II. за Жана д' Аспремон